# Visionarios
Visionarios és una pel·lícula espanyola de drama religiós del 2001 dirigida per Manuel Gutiérrez Aragón, amb un guió escrit per ell basat en els fets d'Ezkioga durant la Segona República Espanyola. La pel·lícula va participar al 49è Festival Internacional de Cinema de Sant Sebastià.

## Sinopsi
Durant la Segona República Espanyola, un poble del País Basc es veu commocionat quan alguns dels seus habitants afirmen que se'ls ha aparegut la Verge, vestida de negre, plorant i amb una espasa a les mans. Un grup de joves, entre ells Joxe i Usua, diuen que prediu una horrible guerra. El poble s'omple de creients, curiosos i escèptics que volen veure els visionaris.

## Repartiment
- Eduardo Noriega...	Joxe
- Íngrid Rubio...	Usua
- Emma Suárez 	... Carmen Molina
- Karra Elejalde...	Laburu
- Fernando Fernán Gómez	...	Governador
- Luis Tosar...	Delegat del Govern
- Aitor Mazo...	Elexpuru
- Josu Ormaetxe...	Alcalde